# Juan Sebastián Verón
Juan Sebastián Verón (La Plata, 1975. március 9. –) 
argentin válogatott labdarúgó.
Apja, Juan Ramón, és testvére, Iani Martín Verón szintén labdarúgók.

## Pályafutása
Juan Ramón Verón legidősebb gyermekeként született 1975-ben. Születése napján apja éppen egy rangadón szerepelt a városi rivális Gimnasia ellen.
A felnőtteknél 1994-ben mutatkozott be, az Estudiantes színeiben. 1996-ban az ország egyik legsikeresebb csapatához, a Boca Juniorshoz igazolt.

### Olaszország
1996-ban, mindössze fél szezon után máris légiósnak állt, az olasz UC Sampdoria igazolta le. Az 1998-as vb-n nyújtott jó teljesítményének köszönhetően a sikeresebb időszakát élő Parma FC (akkor még AC Parma) szerződtette.
Mindössze egy év elteltével a Lazio játékosa lett, ahol csapata egyik legjobbja volt. Nagy szerepe volt a bajnoki címben, a kupa- és szuperkupa-győzelmekben egyaránt.
2000 februárjában egy botrányba keveredett, miszerint hamis útlevéllel jutott Olaszországba, elkerülendő a nem EU-játékosokra vonatkozó szabályt.
A feltételezések szerint az az adat, hogy az ükapja olasz, hamis volt.
Ügynökét, Elena Tedaldit végül 15 hónap börtönre ítélték, ő és a klub elnöke, Sergio Cragnotti azonban megúszták büntetés nélkül.

### Anglia
A 2000-01-es szezon után a Manchester United 28 millió fontot sem sajnált érte. Ez volt akkor az angol labdarúgás legdrágább átigazolása.
A nagy várakozások ellenére manchesteri karrierje nem indult jól, ugyanis nehezen vette fel az angol futball nagyobb tempóját és keményebb játékstílusát. Alex Ferguson azonban ekkor kiállt mellette. Verón Manchesterbe szerződését egyébként a The Times magazin az 50 legrosszabb Premier League-igazolás között említette.
Két év múlva, bár ő nem szeretett volna távozni, mégis a Chelsea-hez igazolt. Itt nagyszerűen kezdett, ugyanis rögtön az első meccsen, a Liverpool ellen betalált, győzelemhez segítve csapatát. Végül itt sem úgy alakult karrierje, ahogy szerette volna, mert hiába játszott itt négy évet, ezelatt mindössze hét meccsen lépett pályára. Utolsó három évét egyaránt kölcsönben töltötte, előbb az Internél, majd nevelőegyesületénél, az Estudiantesnél.

### Visszatérés Olaszországba
José Mourinho érkezésével a Chelsea rögtön kölcsönadta őt az Internek. Később még egy évre visszatért.
Az itt töltött két év alatt mindkétszer kupagyőztes lett, ezenkívül, a Juventus kizárása után bajnoknak is mondhatta magát.

### Hazatérés
2006 nyarán Verón kijelentette, haza szeretne térni. Bár a Bocától és a Rivertől is kapott ajánlatot, ő nevelőegyesületét, Estudiantest választotta. A Chelsea ekkor még csak kölcsönbe engedte el. 2006 telén a csapat megnyerte 23 éve az első Aperturáját. Verón a bajnokság három legjobb játékosa között volt az Olé magazin szerint.
Mivel Verón többször is segített már az egyesületnek, így az új stadion is nagyban neki köszönhető. Ő beszélt az argentin elnökkel, Néstor Kirchnerrel is, aki szóbeli engedélyt adott az építkezésre, amit végül La Plata polgármestere, Julio Alak valósított meg.
2007 nyarán, a szezon kezdete előtt a DC United vezetőedzője, Kevin Payne találkozott vele, hogy az esetleges átigazolásról tárgyaljanak, ám Verón végül visszautasította az ajánlatot.
A 2007-08-as szezonban több kisebb sérülés hátráltatta, emiatt több fontos meccset kénytelen volt kihagyni. A 2008-09-es idényben visszanyerte jó formáját, csapata pedig bejutott a Copa Sudamericana döntőjébe, biztosítva helyét a Libertadores-kupában.
2008-ban és 2009-ben egyaránt az év dél-amerikai labdarúgójának választották.

### Visszatérés
2016. December 28-án bejelentette, hogy 41-évesen visszatér a profi futballba. 18 hónapos szerződést írt alá az Estudiantes klubbal.

#### A válogatottban
Játszott az 1998-as és a 2002-es vb-n is, utóbbin Roberto Ayala sérülése miatt csapatkapitány volt.
A 2006-os tornán José Pekerman szövetségi kapitány nem számított rá, azonban Diego Maradona 2010-ben ismét behívta.

## Karrierje statisztikái
| Teljesítmény klubjában | Teljesítmény klubjában | Teljesítmény klubjában | Bajnokság | Bajnokság                          | Kupa         | Kupa         | Ligakupa   | Ligakupa   | Nemzetközi  | Nemzetközi  | Összesen | Összesen |
| Szezon                 | Klub                   | Bajnokság              | Mérk.     | Gól                                | Mérk.        | Gól          | Mérk.      | Gól        | Mérk.       | Gól         | Mérk.    | Gól      |
| Argentína              | Argentína              | Argentína              | Bajnokság | Bajnokság                          | Kupa         | Kupa         | Ligakupa   | Ligakupa   | Dél-Amerika | Dél-Amerika | Összesen | Összesen |
| ---------------------- | ---------------------- | ---------------------- | --------- | ---------------------------------- | ------------ | ------------ | ---------- | ---------- | ----------- | ----------- | -------- | -------- |
| 1994-95                | Estudiantes La Plata   | Primera B Nacional     | 7         | 0                                  |              |              |            |            |             |             |          |          |
| 1995-96                | Estudiantes La Plata   | Primera División       | 15        | 2                                  |              |              |            |            |             |             |          |          |
| 1995-96                | CA Boca Juniors        | Primera División       | 17        | 3                                  |              |              |            |            |             |             |          |          |
| Olaszország            | Olaszország            | Olaszország            | Bajnokság | Bajnokság                          | Coppa Italia | Coppa Italia | Ligakupa   | Ligakupa   | Európa      | Európa      | Összesen | Összesen |
| 1996-97                | Sampdoria              | Serie A                | 32        | 5                                  |              |              |            |            |             |             |          |          |
| 1997-98                | Sampdoria              | Serie A                | 29        | 2                                  |              |              |            |            |             |             |          |          |
| 1998-99                | AC Parma               | Serie A                | 26        | 1                                  |              |              |            |            |             |             |          |          |
| 1999-00                | Lazio                  | Serie A                | 31        | 8                                  |              |              |            |            |             |             |          |          |
| 2000-01                | Lazio                  | Serie A                | 22        | 3                                  |              |              |            |            |             |             |          |          |
| Anglia                 | Anglia                 | Anglia                 | Bajnokság | Bajnokság                          | FA-kupa      | FA-kupa      | League Cup | League Cup | Európa      | Európa      | Összesen | Összesen |
| 2001-02                | Manchester United      | Premier League         | 26        | 5                                  |              |              |            |            |             |             |          |          |
| 2002-03                | Manchester United      | Premier League         | 25        | 2                                  |              |              |            |            |             |             |          |          |
| 2003-04                | Chelsea                | Premier League         | 7         | 1                                  |              |              |            |            |             |             |          |          |
| Olaszország            | Olaszország            | Olaszország            | Bajnokság | Bajnokság                          | Coppa Italia | Coppa Italia | Ligakupa   | Ligakupa   | Európa      | Európa      | Összesen | Összesen |
| 2004-05                | Internazionale         | Serie A                | 24        | 3                                  |              |              |            |            |             |             |          |          |
| 2005-06                | Internazionale         | Serie A                | 25        | 0                                  |              |              |            |            |             |             |          |          |
| Argentína              | Argentína              | Argentína              | Bajnokság | Bajnokság                          | Kupa         | Kupa         | Ligakupa   | Ligakupa   | Dél-Amerika | Dél-Amerika | Összesen | Összesen |
| 2006-07                | Estudiantes La Plata   | Primera División       | 30        | 2                                  |              |              |            |            |             |             |          |          |
| 2007-08                | Estudiantes La Plata   | Primera División       | 18        | 7                                  |              |              |            |            | 8           | 2           |          |          |
| 2008-09                | Estudiantes La Plata   | Primera División       | 9         | 3                                  |              |              |            |            | 10          | 1           |          |          |
| Összesen               | Argentína              | Argentína              | 96        | 20\|\|\|\|\|\|\|\|\|\|\|\|\|\|\|\| |              |              |            |            |             |             |          |          |
| Összesen               | Olaszország            | Olaszország            | 189       | 22\|\|\|\|\|\|\|\|\|\|\|\|\|\|\|\| |              |              |            |            |             |             |          |          |
| Összesen               | Anglia                 | Anglia                 | 58        | 8\|\|\|\|\|\|\|\|\|\|\|\|\|\|\|\|  |              |              |            |            |             |             |          |          |
| Karrierje összesen     | Karrierje összesen     | Karrierje összesen     | 316       | 50\|\|\|\|\|\|\|\|\|\|\|\|\|\|\|\| |              |              |            |            |             |             |          |          |